# Waterschap Peel en Maasvallei
Het waterschap Peel en Maasvallei was een waterschap in de Nederlandse provincie Limburg. Het omvatte grofweg de regio Noord-Limburg. Op 1 januari 2017 fuseerde het waterschap met Roer en Overmaas tot Waterschap Limburg.

## Geschiedenis
In 1994 ontstond het waterschap Peel en Maasvallei door de samenvoeging van de toenmalige waterschappen Het Maasterras, Midden-Limburg en Noord-Limburg.

## Statistieken
- Oppervlakte gebied: 130.000 hectare
- Watergangen in beheer: 2030 kilometer
- Waterkeringen in beheer: 115 kilometer
- Stuwen: 1.523
- Rioolwaterzuiveringsinstallaties: 6
- Gemalen: 10
- Aantal gemeenten: 13
- Aantal huishoudens: 155.000
- Aantal inwoners: 450.000
- Aantal medewerkers: 182
- Begroting: 55.000.000 euro
- Rioolgemalen: 81
- Transportleiding afvalwater: 501 kilometer
- Gezuiverd afvalwater: 55 miljoen m3

## Beheergebied
Het beheergebied van Waterschap Peel en Maasvallei besloeg de gemeenten Beesel, Bergen, Gennep, Horst aan de Maas, Leudal, Maasgouw, Mook en Middelaar, Nederweert, Peel en Maas, Roermond, Venlo, Venray en Weert.